# Oscar Oechslin
Oscar Oechslin (* 22. Januar 1889 in Schaffhausen, heimatberechtigt ebenda; † 3. Dezember 1960 ebenda) war ein Schweizer Seilfabrikant.

## Familie
Oechslins Eltern waren der Seiler Carl Caspar Oechslin und Anna Barbara geborene Oechslin. Er heiratete 1915 Clara Rosalia Spahn, Tochter des Stadtpräsidenten Carl Spahn.

## Leben
Oechslin studierte Maschinenbau am Technikum Mittweida in Sachsen. Im Jahr 1913 übernahm er die Leitung der Schweizerischen Seil-Industrie Schaffhausen, die seit 1860 als erste Seilerei in der Schweiz auch Drahtseile herstellte. Den Betrieb Oechslin-Seile hatte sein Grossvater Johann Heinrich Oechslin (1816–1896) 1839 gegründet. Oechslin entwickelte grundlegende Seilkonstruktionen und leitete die Firma, die er 1945 an die Vereinigten Drahtwerke AG in Biel veräusserte, bis 1958. 
Das Werk in Schaffhausen wurde 1988 an die Kabelwerke Brugg verkauft und fünf Jahre später stillgelegt.

## Exlibris
Der Maler Arnold Oechslin gestaltete ein Exlibris für seinen jüngeren Bruder. Dieser steht im Anzug auf einem Buch und schwingt ein Seil um sich, mit dem Hängeloren, ein Baumstamm und ein Schiff befördert werden.

## Fussnoten
1. ↑  Eric De Pizzol: Oechslin (SH). In: Historisches Lexikon der Schweiz.  3. Juni 2010, abgerufen am 3. Oktober 2020.
2. ↑  Ausgestellt in der Provenienzvitrine der Eisenbibliothek in Altparadies (Schlatt TG).

| Personendaten    | Personendaten           |
| ---------------- | ----------------------- |
| NAME             | Oechslin, Oscar         |
| KURZBESCHREIBUNG | Schweizer Seilfabrikant |
| GEBURTSDATUM     | 22. Januar 1889         |
| GEBURTSORT       | Schaffhausen            |
| STERBEDATUM      | 3. Dezember 1960        |
| STERBEORT        | Schaffhausen            |